# Carlo Taverna
Carlo Taverna (Milano, 1º aprile 1817 – Milano, 14 febbraio 1871) è stato un politico italiano.
Fu nominato senatore del Regno di Sardegna con decreto del 29 febbraio 1860.